# Abort i Albanien
Abort i Albanien legaliserades till fullo den 7 december 1995. Abort enligt lag kan genomföras efter begäran fram till tolfte graviditetsveckan. Kvinnor måste genomgå en veckas rådgivning före proceduren och sjukhus är förbjudna att offentliggöra uppgifter om vilka kvinnor som har gjort abort.
Under Enver Hoxhas kommunistiska regering rådde en natalistisk policy  som ledde till att aborter genomfördes illegalt eller framkallades på egen hand. Landet hade den näst största mödradödligheten i hela Europa och uppskattningsvis 50 procent av alla graviditeter ledde till abort. Kvinnor som dömdes för abort isolerades från samhället av kommunistpartiet eller tvingades att genomgå ett återutbildningsprogram.
År 1989 legaliserades abort i fall det förelåg våldtäkt eller incest eller om patienten var yngre än 16 år. År 1991 introducerades abort genom begäran, vilket tillät kvinnor att avsluta sina graviditeter på grund av olika skäl om en grupp av medicinska praktiker ansåg det vara det bästa valet.
I och med lagen från 1995 upphörde de tidigare.
År 2010 låg antalet aborter på 9,2 per 1 000 kvinnor i åldrarna 15 till 44.